# Katastrofa lotnicza w Kano
Katastrofa lotnicza w Kano – katastrofa lotnicza samolotu Boeing 707-3D3C, należącego do linii Royal Jordanian, do której doszło 22 stycznia 1973 roku w Kano w Nigerii. W jej wyniku śmierć poniosło 176 osób z 202 na pokładzie, a 26 osób zostało rannych.
Jest to najtragiczniejsza katastrofa lotnicza w Nigerii.
Wówczas była to najtragiczniejsza katastrofa lotnicza w historii, do katastrofy lotu Turkish Airlines 981, w której zginęło 346 osób.
Była to również najtragiczniejsza katastrofa lotnicza Boeinga 707, do katastrofy lotniczej w Agadirze, w której zginęło 188 osób.

## Wypadek
Boeing przewoził pielgrzymów z Dżuddy w Arabii Saudyjskiej do Lagos w Nigerii. Ze względu na złe warunki pogodowe, piloci musieli zmienić trasę do Kano.
Na lotnisku w Kano wiał silny wiatr. Samolot wylądował najpierw przednim kołem, które zapadło się po uderzeniu w zagłębieniu na pasie startowym. Następnie zapadło się prawe główne podwozie. Samolot obrócił się o 180°, zjechał z pasa startowego i stanął w płomieniach.

## Ofiary
Zginęło 176 osób (170 pasażerów i 6 członków załogi), a 26 osób (23 pasażerów i 3 członków załogi) zostało rannych.